# Club Deportivo Colonia
O Club Deportivo Colonia é um clube de futebol uruguaio. Sua sede fica na cidade de Juan L. Lacaze no Departamento de Colonia. O clube joga a primeira divisão do Uruguai.